# 南九州知覧インターチェンジ
南九州知覧インターチェンジ（みなみきゅうしゅうちらんインターチェンジ）は、鹿児島県南九州市知覧町郡にある南薩縦貫道（知覧道路）のインターチェンジである。
南九州知覧インターチェンジ以北は南九州川辺ダムICまで自動車専用道路、以南は終点の枕崎市まで一般道路として整備されている。
また、自動車専用道路のインターチェンジとしては、2020年現在九州地方の最南端に位置する。

## 道路
- 南薩縦貫道（知覧道路）

## 歴史
- 2016年（平成28年）3月27日 : 南九州知覧IC - 知覧交差点 - 塗木交差点（一般道路）開通に伴い供用開始[1]。
- 2017年（平成29年）3月26日 : 知覧金山水車IC - 南九州知覧IC間開通[2]。当該区間の開通により南薩縦貫道の全線が開通。

## 周辺
- 知覧特攻平和会館
第二次世界大戦中に知覧町に飛行場を置いていた大日本帝国陸軍の特別攻撃隊に関する資料を展示する歴史博物館。

## 隣
南薩縦貫道（知覧道路）
知覧金山水車IC - 南九州知覧IC - 知覧交差点 - 瀬世交差点 - 塗木交差点